# Каймар
Каймар — село в Старосиндровском сельском поселении Краснослободского района Республики Мордовия Российской Федерации.
Численность населения — 65 чел. (2010 год), в основном русские.

## География
Село расположено в окружении лиственных лесов на речке Каймар (название-гидроним), в 50 км от районного центра и 97 км от железнодорожной станции Ковылкино.

## История
В «Списке населённых мест Пензенской губернии» (1869 г.) Каймар (Шаверский) — казённый выселок из 140 дворов Краснослободского уезда. В 1913 г. в селе было 240 дворов (1 541 чел.); в 1931 г. — 223 двора (1 206 чел.)
В современном Каймаре — основная школа, клуб, библиотека, магазин, медпункт, отделение связи; памятник воинам, погибшим в годы Великой Отечественной войны.

## Население
| 2002 | 2010 |
| ---- | ---- |
| 82   | ↘65  |